# Valérie Jean-Charles
Valérie Jean-Charles, później Philibert (ur. 27 stycznia 1969 w Paryżu) – francuska lekkoatletka, sprinterka, mistrzyni igrzysk śródziemnomorskich, olimpijka.

## Życiorys
Zwyciężyła w sztafecie 4 × 100 metrów (która biegła w składzie: Magalie Simioneck, Maguy Nestoret, Fabienne Ficher i Jean-Charles)  i zdobyła brązowy medal w biegu na 200 metrów na igrzyskach śródziemnomorskich w 1991 w Atenach. Na mistrzostwach świata w 1991 w Tokio zajęła 5. miejsce w sztafecie 4 × 100 metrów i odpadła w półfinale biegu na 200 metrów. Odpadła w półfinale biegu na 60 metrów na halowych mistrzostwach Europy w 1992 w Genui.
Odpadła w ćwierćfinale biegu na 200 metrów na igrzyskach olimpijskich w 1992 w Barcelonie. Zajęła 2. miejsce w sztafecie 4 × 100 metrów w zawodach pucharu świata w 1992 w Hawanie (sztafeta francuska reprezentowała Europę). Na igrzyskach śródziemnomorskich w 1993 w Narbonie ponownie zwyciężyła w sztafecie 4 × 100 metrów (w składzie: Patricia Girard, Odiah Sidibé, Nestoret i Jean-Charles), a także zdobyła srebrny medal w biegu na 200 metrów. Zajęła 4. miejsce w sztafecie 4 × 100 metrów i odpadła w ćwierćfinale biegu na 100 metrów na mistrzostwach świata w 1993 w Stuttgarcie.
Była mistrzynią Francji w biegu na 100 metrów w 1993 i w biegu na 200 metrów w 1991 oraz brązową medalistką w biegu na 100 metrów w 1991, a także halową wicemistrzynią w biegu na 200 metrów w 1993 i 1994.

## Rekordy życiowe
Rekordy życiowe Jean-Charles:
- bieg na 60 metrów (hala) – 7,30 s (4 marca 1994, San Sebastián)
- bieg na 100 metrów – 11,36 s (27 lipca 1991, Dijon)
- bieg na 200 metrów – 23,13 s (29 sierpnia 1991, Tokio)
- bieg na 200 metrów (hala) – 23,76 s (13 lutego 1993, Liévin)